# Marcel Peters
Marcel Peters (Venlo, 24 juli 1966) is een voormalig Nederlands profvoetballer die van 1988 tot 1995 uitkwam voor VVV, FC Volendam en Helmond Sport. Hij speelde als rechtsbuiten en middenvelder.
Na zijn voetbalcarrière was hij actief als assistent-trainer bij SV Blerick en vervolgens hoofdtrainer bij Zondagvijfdeklasser EWC '46 uit Well. Peters werkt eveneens bij een drankenhandel en woont in Blerick.

## Statistieken
| Seizoen | Club          | Land      | Competitie     | Wed. | Goals |
| ------- | ------------- | --------- | -------------- | ---- | ----- |
| 1988/89 | VVV           | Nederland | Eredivisie     | 17   | 0     |
| 1989/90 | VVV           | Nederland | Eerste divisie | 34   | 6     |
| 1990/91 | FC Volendam   | Nederland | Eredivisie     | 25   | 2     |
| 1991/92 | FC Volendam   | Nederland | Eredivisie     | 22   | 2     |
| 1992/93 | SV Panningen  | Nederland | Hoofdklasse C  |      |       |
| 1993/94 | Helmond Sport | Nederland | Eerste divisie | 25   | 1     |
| 1994/95 | Helmond Sport | Nederland | Eerste divisie | 22   | 0     |
| Totaal  | Totaal        | Totaal    | Totaal         | 145  | 11    |